# Хайнрих фон Берг-Айхелберг
Хайнрих (II) фон Берг-Айхелберг (на немски: Heinrich (II) von Berg-Aichelberg; † 24 февруари 1116/24 февруари пр. 1127 или пр. 1138, бенедиктински манастир Цвифалтен) е граф на Берг-Айхелберг в Швабия.

## Живот
Син е на граф Хайнрих I фон Берг († пр. 1116, като монах в Цвифалтен) и съпругата му маркграфиня Аделхайд фон Мохентал († 1125, като духовничка), дъщеря на Диполд II фон Фобург († 1078), маркграф в Нордгау, и принцеса Луитгард фон Церинген († 1119). Внук е на граф Попо I фон Берг-Шелклинген († 1110), господар на Рогенщайн, и принцеса София Унгарска († 1110), дъщеря на унгарския крал Саломон (1052 – 1087) и Юдит Унгарска († 1092/1096), дъщеря на император Хайнрих III (1017 – 1056). Баща му става монах в Цвифалтен.
Брат е на граф Диполд II фон Берг-Шелклинген († 1160/1665), граф Рапото фон Берг-Вартщайн фон Берг († сл. 1163), Салома фон Берг-Шелклинген († 27 юни 1144), омъжена 1113 г. за крал Болеслав III ot Polsha († 1138), Рикса фон Берг-Шелклинген († 1125), омъжена за херцог Владислав I от Бохемия († 1125), и на София фон Берг († 1126), омъжена сл. 1113 г. за херцог Ото II от Моравия-Олмюц († 1126).
Граф Хайнрих (II) фон Берг управлява по-късното господство Кьорш-Айхелберг, което наследява от майка си Аделхайд „фон Мохентал“, което е получила от нейната майка Луитгард фон Церинген († 1119), дъщеря на херцог Бертхолд I фон Церинген, херцог на Каринтия († 1078).
Хайнрих (II) фон Берг-Айхелберг умира, както баща му, в бенедиктинския манастир Цвифалтен.
- Айхелберг, 1683
- Манастир Цвифалтен, 1826
- Герб на графовете фон Берг

## Фамилия
Хайнрих фон Берг-Айхелберг се жени 1122 г. за Бертрада (Берта) фон Бол от Швабия от фамилията Хоенщауфен (* 1088/89, † сл. 1120/пр. 1142), вдовица на граф Адалберт фон Равенщайн († ок. 1121). Тя е сестра на крал Конрад III († 1152), немски крал (1138 – 1152), дъщеря на херцог Фридрих I от Швабия († 1105) и Агнес от Вайблинген († 1143), дъщеря на император Хайнрих IV. Бракът е бездетен.